# 綾部 (津山市)
綾部（あやべ）は岡山県津山市にある地名。郵便番号は708-1104。

## 地理
加茂川の西、旧・神庭村の中程、現・神庭地区の南端に位置する。津山市において平成の大合併前の五十音順で一番目の地名。現在は阿波が一番目。なお、最後は同じ神庭地区の吉見で、神庭地区全2地名が最初と最後だった。現在、最後は領家。綾部、吉見はそれぞれ2番目、最後から2番目となっている。

### 河川
- 加茂川

## 歴史

### 沿革
- 1872年 - 綾部村東分、綾部村西分が合併、綾部村となる。
- 1889年6月1日 - 町村制施行に伴い、東北条郡綾部村が同郡草加部村、吉見村と合併し、神庭村となる。綾部村は大字綾部となり、役場が置かれる。
- 1900年4月1日 - 東北条郡が東南条郡、西西条郡、西北条郡と合併し、苫田郡となる。
- 1954年7月1日 - 神庭村が 周辺の9村とともに津山市へ編入される。

## 世帯数と人口
2021年（令和4年）1月31日現在の世帯数と人口は以下の通りである。
| 町丁 | 世帯数  | 人口  |
| ---- | ------- | ----- |
| 綾部 | 239世帯 | 559人 |

## 小・中学校の学区
市立小・中学校に通う場合、学区は以下の通りとなる。
| 番地 | 小学校             | 中学校               |
| ---- | ------------------ | -------------------- |
| 全域 | 津山市立清泉小学校 | 津山市立津山東中学校 |

## 交通

### 道路
- 岡山県道6号津山智頭八東線

## 施設
- 津山市立清泉小学校
- 綾部神社